# Khristódulos Panagiotu

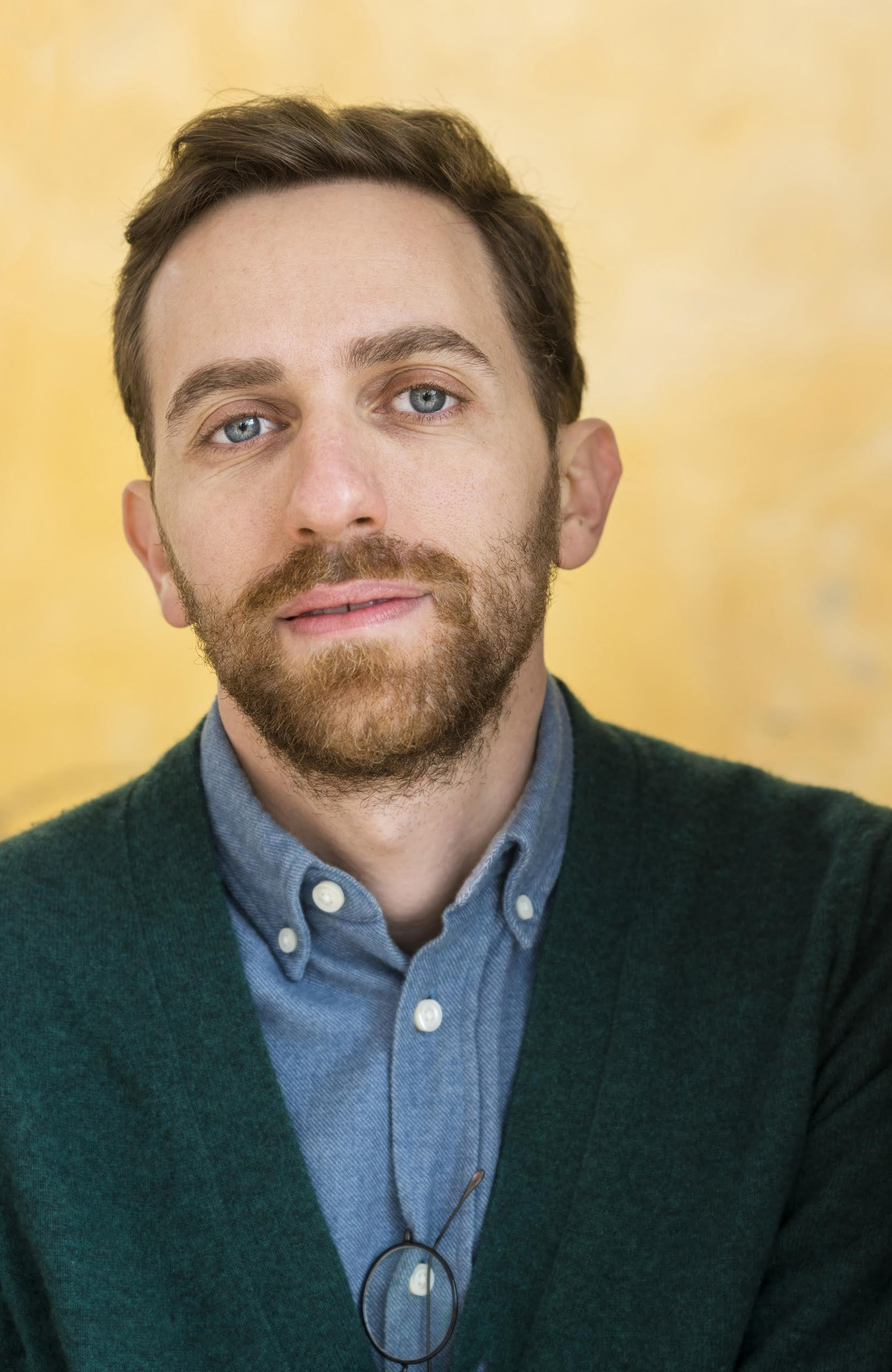
Retrat de Khristódulos Panagiotu de 2013.

Khristódulos Panagiotu (grec: Χριστόδουλος Παναγιώτου)  (Limassol, 1978) és un artistà xiprè que actualment (2011) viu i treballa a Viena, Àustria. Va estudiar arts escèniques i dansa entre Lió i Londres. Els seus treballs són una versió derivada de les performances que sovint combinen les performances amb so i vídeo, amb certa influència política.

## Premis i reconeixements
- 2005 - DESTE Prize, de la DESTE Foundation for Contemporary Arts, Athens, Greece[2]
- 2011 - Future of Europe Prize, del Museu d'Art Contemporani de Leipzig.

## Exposicions rellevants
- 2006 - The Museum Of Modern Art, Oxford, UK,
- 2006 - Platform Garanti Contemporary Art Center Istanbul
- 2007 - Museu Nacional d'Art Contemporani d'Atenes
- 2009 - MoCA Miami[3]
- 2009 - Artists Space, Nova York
- 2009 - Witte de With, Rotterdam
- 2010 - Kunsthalle Zürich, Suïssa[4]
- 2010 - Bonniers Konsthall, Estocolm
- 2011 - You're not alone, Fundació Joan Miró, Barcelona.[5]